# 北海道道11號月形厚田線

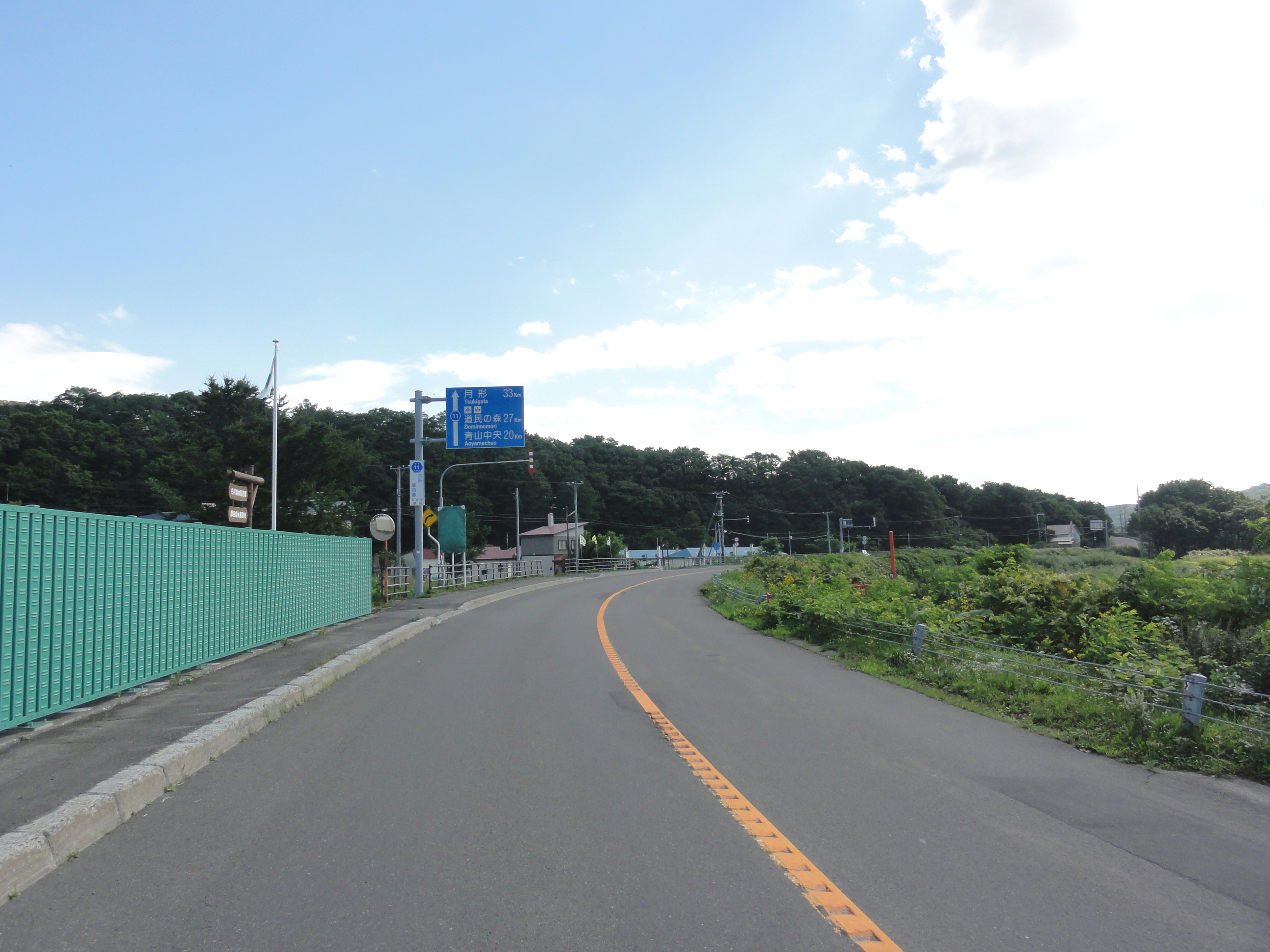
石狩市厚田區的終點附近路段（2012年8月）

北海道道11號月形厚田線（日语：北海道道11号月形厚田線），是連接北海道樺戶郡（空知綜合振興局下轄）和石狩市（石狩振興局下轄）的主要道道。

## 路線概要
- 起點：北海道樺戶郡月形町字南耕地1（＝國道275號交點）
- 終點：北海道石狩市厚田區厚田（＝國道231號交點）
- 總長：30.9km
- 重用路段：石狩郡當別町字青山奧（北海道道28號當別濱益港線、3.6km）

## 通過的自治體
- 空知綜合振興局
  - 樺戶郡月形町
- 石狩振興局
  - 石狩郡當別町 - 石狩市

## 主要接續道路
月形町
- 國道275號＝南耕地1（起點）

當別町
- 北海道道28號當別濱益港線＝青山奧（重用）

石狩市
- 國道231號＝厚田區厚田（終點）

## 主要橋梁
- 開運橋（2011年完成，舊橋1960年完成）
- 昭和橋（1995年完成，舊橋1963年完成）
- 發足大橋（1966年完成）
- 發足橋（2012年完成）
- 界橋（1992年完成，舊橋1964年完成）
- 牧佐内橋（2007年完成，舊橋1935年完成）

## 歷史
- 1954年3月30日 - 路線認定為22號。（1954年北海道告示第503號）
- 1994年10月1日 - 更改路線編號為11號。（1994年北海道告示第1468號）

## 沿線
- Korina De Runa高爾夫球場（＝月形町字五耕地山）
- 當別町青山出張所（＝當別町字青山奧）